# Vlag van Obdam

Vlag van de gemeente Obdam
(1982-2007)

Vlag van de gemeente Obdam
(1975-1982)

De vlag van Obdam is op 8 januari 1982 bij raadsbesluit vastgesteld als de gemeentelijke vlag van de Noord-Hollandse gemeente Obdam. Aanleiding voor het vaststellen van een  nieuwe vlag was de fusie met Hensbroek in 1979. De vlag kan als volgt worden beschreven:
Rood, met een gele broeking, en in het uitwaaiende deel drie wassenaars van geel, hoogte 1/3 van de vlaghoogte, met de open zijde naar boven gericht.
De vlag is afgeleid van het gemeentewapen van 1979. Het ontwerp was van de Nederlandse Vereniging voor Vlaggenkunde.
Het gemeentelijk dundoek bleef tot 1 januari 2007 in gebruik, op die dag is de gemeente opgegaan in de gemeente Koggenland.

## Voorgaande vlag
Op 12 december 1975 was een eerdere vlag aangenomen. Deze kan als volgt worden beschreven:
Rood, met drie wassenaars van geel en met een hoogte van 4/9 van de vlaghoogte, met de open zijde naar boven gericht, geplaatst twee en een.
Deze vlag toont hetzelfde beeld als het wapen van Obdam uit 1816. De plaatsing van de drie wassenaars op deze wijze is bij wapens gebruikelijk, maar bij vlaggen vrij ongebruikelijk. Het ontwerp was afkomstig van de Stichting voor Banistiek en Heraldiek.

## Verwante afbeeldingen

Het wapen van Obdam (1979)
Het wapen van Obdam (1816)

Akersloot
· Andijk
· Anna Paulowna 
· Assendelft 
· Beemster 
· Bennebroek 
· Blokker 
· Broek in Waterland 
· Bussum 
· Callantsoog 
· Edam 
· Egmond 
· Egmond aan Zee 
· Egmond-Binnen 
· Graft-De Rijp 
· 's-Graveland 
· Haarlemmerliede en Spaarnwoude 
· Harenkarspel 
· Heerhugowaard 
· Hensbroek 
· Hoogwoud 
· Ilpendam 
· Jisp 
· Krommenie 
· Langedijk 
· Limmen 
· Marken 
· Midwoud 
· Monnickendam 
· Muiden 
· Naarden 
· Nederhorst den Berg 
· Nibbixwoud 
· Niedorp 
· Noorder-Koggenland 
· Obdam 
· Opperdoes 
· Schermer 
· Schermerhorn 
· Schoorl 
· Sint Maarten 
· Terschelling 
· Terschelling en Vlieland 
· Twisk 
· Venhuizen 
· Vlieland 
· Warmenhuizen
· Weesp
· Wervershoof 
· Wester-Koggenland 
· Westwoud 
· Westzaan 
· Wieringen 
· Wieringermeer 
· Wijdewormer 
· Wognum 
· Wormer 
· Wormerveer 
· Zaandam 
· Zaandijk 
· Zeevang 
· Zijpe